# Acanthotrochus
Genre
Acanthotrochus est un genre d'holothuries (concombres de mer) de la famille des Myriotrochidae.

## Liste des espèces
Selon World Register of Marine Species (9 mars 2021) :
- Acanthotrochus antarcticus Belyaev & Mironov, 1981
- Acanthotrochus mirabilis Danielssen & Koren, 1881
- Acanthotrochus multispinus Belyaev & Mironov, 1981

## Publication originale
- (en) D. C. Danielssen et J. Koren, « On some arctic Holothurida », Annals and Magazine of Natural History, Londres, Taylor & Francis, vol. 7, no 38,‎ février 1881, p. 206-208 (ISSN 0374-5481, OCLC 1481361, DOI 10.1080/00222938109459494, lire en ligne).